# Fermats princip
Fermats princip lyder (i sin historiska form):

Ljusets strålgång mellan två punkter följer den snabbaste vägen.

Fermats princip (enligt ovan) kan användas till att beskriva egenskaper hos ljusstrålar som reflekteras från speglar, bryts genom olika medier, eller som genomgår total inre reflektion. Likt Huygens princip kan den även användas till att härleda Snells lag och reflektionslagen. 

## Den moderna versionen
Den historiska formen är inte fullständig. Den moderna, fullständiga versionen av Fermats princip säger att derivatan av den optiska längden måste vara 0, vilket sker i en minimipunkt, maximipunkt eller terrasspunkt (platå). Minima är vanligast förekommande, till exempel då ljuset färdas längs en rät linje i ett homogent medium och vid brytning som sker då ljuset övergår från ett medium till ett annat. Maximifallet inträffar i gravitationslinser. En terrasspunkt beskriver sträckan som ljuset tar när den reflekteras från en elliptisk spegelyta.

## Historik
Principen framfördes första gången i ett brev daterat 1 januari, 1662, till Cureau de la Chambre av Pierre de Fermat. Den möttes omedelbart av protester i maj 1662 av Calude Clerselier, en expert inom optik och ledande talesman för Cartesianer på den tiden. En av dessa löd:

Fermats princip kan inte vara orsaken, annars skulle vi tillskriva kunskap till naturen: och här, av naturen, förstår vi bara de lagar i världen som de är, som visar sig utan förkunskap, utan alternativ, men är av en nödvändig beslutsamhet.

Det är sant att Fermats påstående inte kan stå på egna ben då den direkt tillskriver egenskaper av en ljusstråle. Däremot är Fermats princip sann om man betraktar den som ett resultat snarare än den ursprungliga orsaken.